# Deriacrus
Deriacrus is een geslacht van hooiwagens uit de familie Cranaidae.
De wetenschappelijke naam Deriacrus is voor het eerst geldig gepubliceerd door Roewer in 1932. 

## Soorten
Deriacrus omvat de volgende 2 soorten:
- Deriacrus marginatus
- Deriacrus simoni